# Imre Nagy (sportiv)
Imre Nagy (n. 21 februarie 1933, Monor, România – d. 20 octombrie 2013, Törökbálint, Pesta, Ungaria) a fost un sportiv ce a reprezentat Ungaria, medaliat olimpic. A participat la 2 ediții ale Jocurilor Olimpice (1960, 1964) în care a câștigat o medalie de argint și o medalie de bronz.